# Feuerwehr Eschede
Die Feuerwehr Eschede ist die kommunale Feuerwehr von Eschede im Landkreis Celle in Niedersachsen. Zusammen mit den anderen Ortsfeuerwehren der Einheitsgemeinde Eschede bildet sie deren Gemeindefeuerwehr. Träger dieser Freiwilligen Feuerwehr (FF) ist die Gemeinde. Die Feuerwehr Eschede ist als Stützpunktfeuerwehr eingestuft und in diesem Zusammenhang mit Sonderausrüstung ausgestattet.

## Aufgaben
Die Feuerwehr Eschede ist für den Brandschutz und die technische Hilfeleistung zuständig. Aufgrund der deutlich erhöhten Gefahrenlage in dieser Region ist sie überdurchschnittlich ausgestattet.
Das erhöhte Gefahrenpotential ist zurückzuführen auf:
- Zahlreiche Landwirtschafts- und Handwerksbetriebe in der 6.000 Einwohner zählenden Gemeinde
- die stark von Personen- und Güterverkehr frequentierte Bundesstraße 191
- die stark von Personen- (auch ICE) und Güterverkehr genutzte Bahnstrecke Hannover–Hamburg
- Lage inmitten der Lüneburger Heide

## Geschichte
Im Februar 1900 wurde die Freiwillige Feuerwehr Eschede als Turnerfeuerwehr des Turnvereins „Einigkeit“ gegründet.

### Brand der Lüneburger Heide 1975

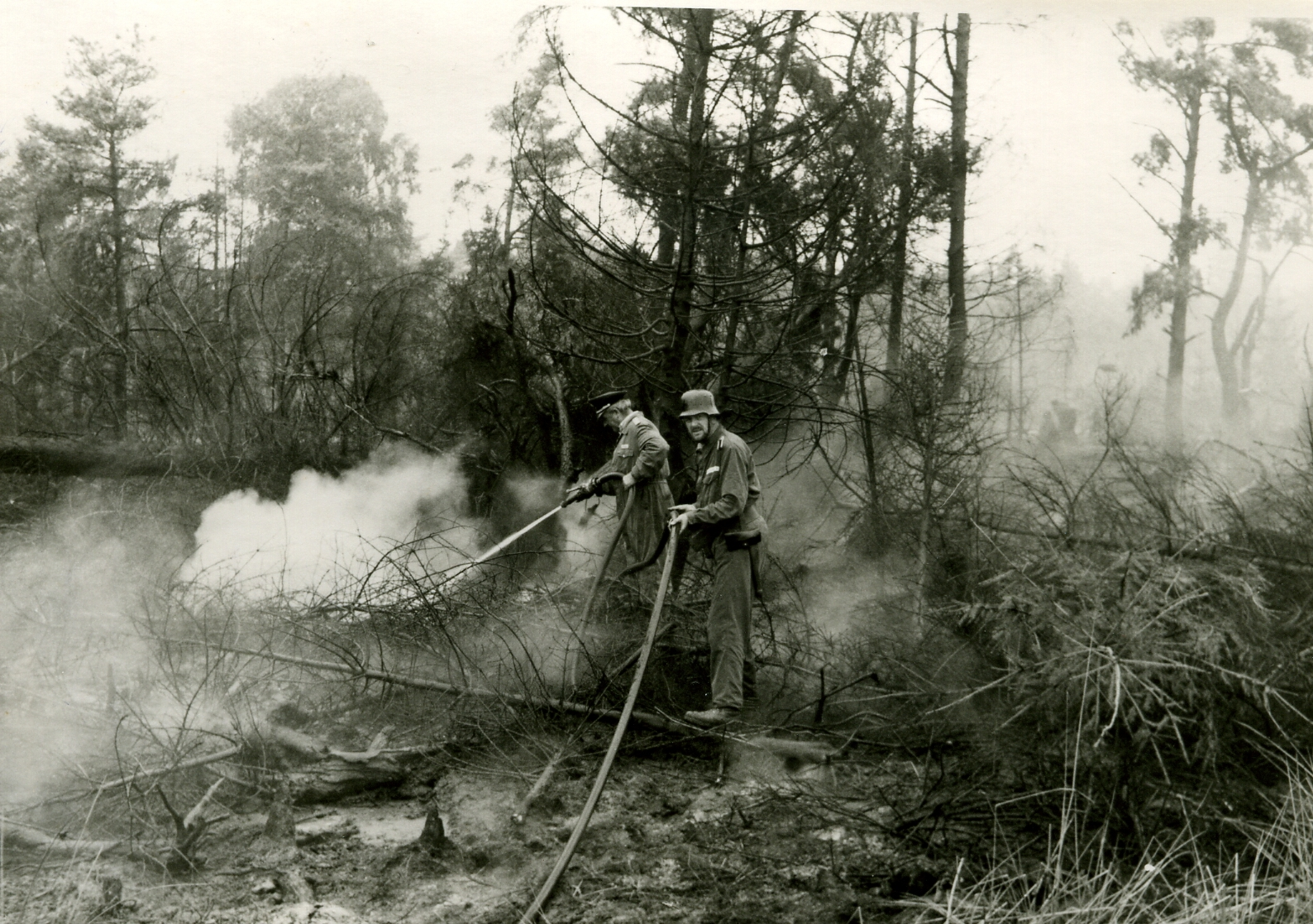
Feuerwehrmänner bei Löscharbeiten

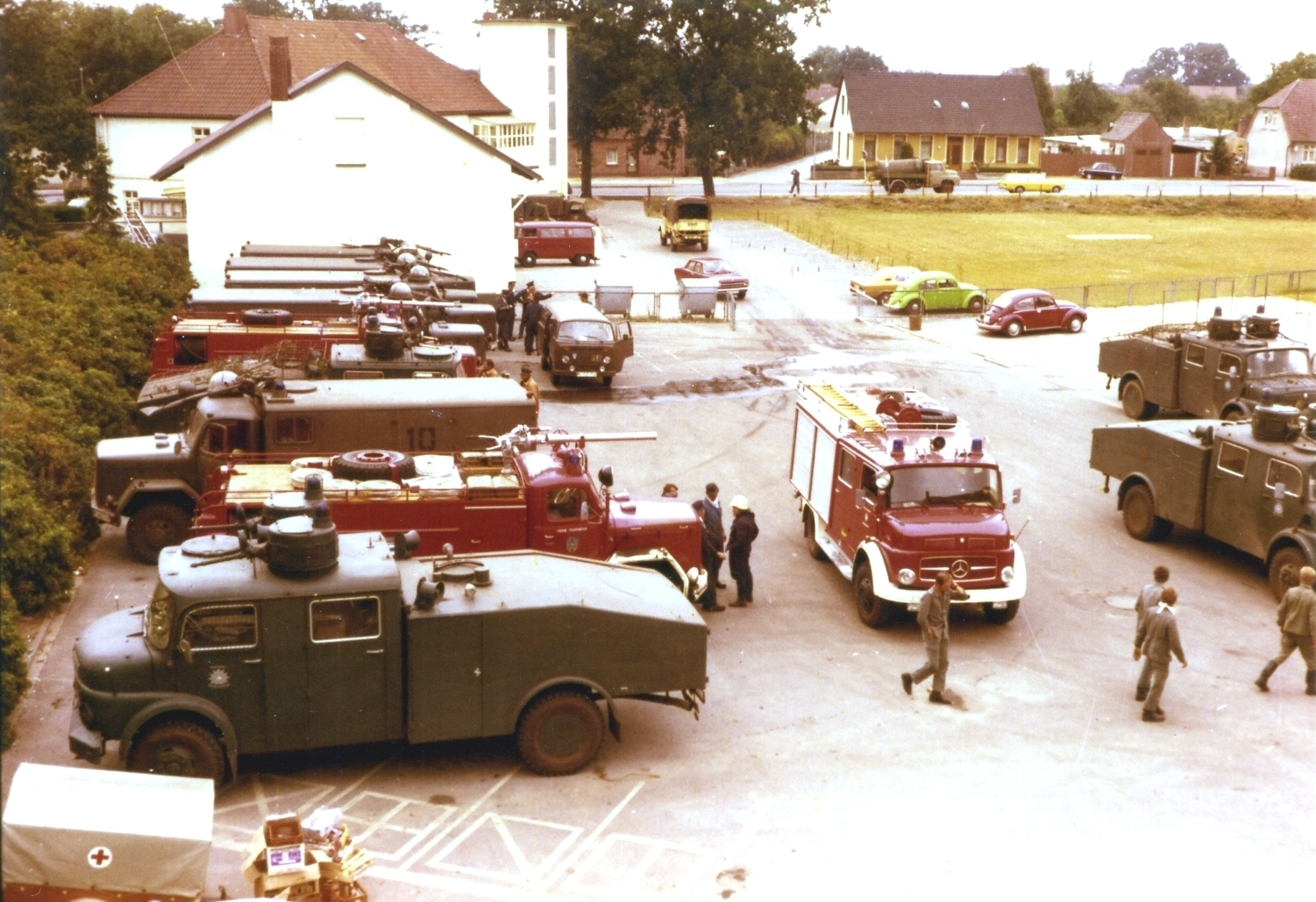
Bereitstellungsraum in Eschede

Im Sommer 1975 kam es mit dem Brand in der Lüneburger Heide zur bisher größten Waldbrandkatastrophe Deutschlands. Einer der Brandherde entstand am 10. August zur Mittagszeit bei Eschede und fiel somit in den Zuständigkeitsbereich der Feuerwehr Eschede. Der Brand konnte sich in den dortigen Kiefer-Monokulturen rasch ausbreiten, sodass am 12. August sogar die Bahnfeuerwehr aus Hannover eingreifen musste.
Infolge dieser Brände wurde der Katastrophenschutz in Niedersachsen reformiert, wozu etwa auch die Ausstattung der Feuerwehren mit den damals neuen TLF 8/18 gehörte.

### ICE-Unglück 1998
Am 3. Juni 1998 ereignete sich mit beim Eisenbahnunfall von Eschede das schwerste Zugunglück seit 60 Jahren in Deutschland, zugleich das schwerste Unglück eines Hochgeschwindigkeitszugs weltweit. 101 Menschen verloren ihr Leben, als der ICE 884 in Eschede entgleiste und gegen Brückenpfeiler schlug. Weitere 88 Menschen wurden zum Teil schwer verletzt.
Kurz nach 11 Uhr wurde die Feuerwehr Eschede alarmiert und stellte vor Ort einen Massenanfall von Verletzten fest. Rund 1,5 Stunden später wurde der Katastrophenfall ausgerufen.

## Ausstattung
- Tanklöschfahrzeug 16/25: Als Ersatz des alten Tanklöschfahrzeugs erhielt die Feuerwehr Eschede im Jahr 2000 zu ihrem 100. Jubiläum ein neues TLF 16/25 (16: 1600 Liter Wasserförderleistung/Minute; 25: 2500 Liter Tankinhalt), dessen Tank um 400 Liter auf 2900 Liter vergrößert wurde. Es dient hauptsächlich zur Brandbekämpfung, wird aber auch bei Verkehrsunfällen als Unterstützungsfahrzeug für den Rüstwagen genutzt. Zur Sonderbeladung des Fahrzeugs zählen beispielsweise ein hydraulischer Rettungssatz (Schneidgerät und Spreizer) sowie ein Stromerzeuger. Neben Umfeldleuchten führt das TLF ein festes Stativ auf dem Dach und ein loses Stativ im Geräteraum mit.
- Rüstwagen 2: Für Unfälle im Straßen- und Schienenverkehr hat die Feuerwehr Eschede einen Rüstwagen 2. Der Rüstwagen wurde 1992 angeschafft. Zu seiner Sonderbeladung gehören eine Multicut-Säge und ein Brennschneidgerät.
- Löschgruppenfahrzeug 20/16: Das Löschgruppenfahrzeug 20/16 ist das neuste Fahrzeug der Feuerwehr Eschede. Es ersetzte im Sommer 2010 ein Tanklöschfahrzeug 16/25 und wird zur Brandbekämpfung sowie zur Technischen Hilfeleistung eingesetzt. Fahrgestell ist ein MAN TGM 13.290, der Aufbau stammt aus dem Hause Rosenbauer (Modell ES).
- Löschgruppenfahrzeug 10: Haupteinsatzgebiet soll die Wasserförderung bei Wald- und Flächenbränden sowie Gebäudebränden in Gebieten mit unzureichender Wasserversorgung sein. Dazu stehen uns unter anderem 1.200 Liter Wasser sowie 26 B-Schläuche zur Verfügung. Das LF 10 verfügt über eine LED-Heckwarneinrichtung und eignet sich dadurch optimal zur Absicherung bei Verkehrsunfällen. Das Fahrzeug ist so ausgestattet, dass sich zwei Atemschutzgeräteträger während der Fahrt ausrüsten können und somit nach Ankunft dem Einsatzleiter zügig zur Verfügung stehen. Zudem ist auf dem Fahrzeug der erste elektrische Drucklüfter in der Gemeinde Eschede verlastet. Weitere Highlights sind das Hygienebord sowie das Schornsteinfegerwerkzeug. Außerdem wird es zum Personaltransport und von der Jugendfeuerwehr genutzt.
- Mannschaftstransportfahrzeug: Das Mannschaftstransportfahrzeug (MTF) wird zum Transport von der Freiwilligen Feuerwehr, ihrer Jugendfeuerwehr und dem Musikzug genutzt. Es dient aber nicht nur dem Mannschaftstransport am Standort, sondern auch als Einsatzleitwagen des 4. Zuges der Kreisbereitschaft Celle. Das MTF ist seit 2001 Bestandteil des Fahrzeugparks der FF Eschede.

## Jugendfeuerwehr
Die Jugendfeuerwehr Eschede wurde am 2. Mai 1962 gegründet und besteht zurzeit aus etwa 30 Mitgliedern mit steigender Tendenz. Durch Übernahme von Mitgliedern der Jugendfeuerwehr kann der Mitgliederstand der FF Eschede aufrechterhalten werden. Die Jugendfeuerwehr hat jeden Montag von 18:00 bis 19:30 Dienst, der vom Jugendwart und/oder seinen Stellvertretern geleitet und von 2 bis 3 Betreuern unterstützt wird. Beim Dienst werden alle Fahrzeuge zu Ausbildungs- und Übungszwecken genutzt. Um zu Wettkämpfen oder ähnlichem zu fahren, werden das LF 10 und das MTF genutzt.
Neben feuerwehrtechnischen Diensten werden unter anderem auch Spieleabende, Geländespiele und Altpapiersammlungen durchgeführt.